# Odette Prévost
Odette Prévost (Oger, 17 luglio 1932 – Algeri, 10 novembre 1995) è stata una religiosa francese della congregazione delle Piccole suore del Sacro Cuore di Charles de Foucauld, martire in Algeria, dichiarata beata da papa Francesco nel 2018.

## Biografia
Odette Prévost nacque nel 1932 a Oger, nel dipartimento della Marna, in Francia.
Divenne insegnante e lavorò per tre anni, presso Avize. Si pose la domanda sulla vocazione religiosò e pensa prima di tutto alla vita cistercense, quindi decise di seguire le orme di Charles de Foucauld. Successivamente si unì alle Piccole suore del Sacro Cuore di Charles de Foucauld, all'età di 21 anni, nel 1953. Come sua prima missione, suor Odette fu inviata nel 1958 in Marocco, a Kbab, tra i berberi. Lavorava nel dispensario e teneva lezioni di maglieria e di cucito per le ragazze: incontrava così i musulmani e la loro cultura. Emise la professione perpetua nel 1959. Incontrò per un anno anche padre Peyriguère, un eremita che viveva da solo nell'Atlante marocchino.
Richiamata in Francia, operò negli ambienti di lavoro di Argenteuil, volle però ripartire per il Maghreb e dal 1968 si trasferì ad Algeri, nel distretto di Kouba. Partecipò alla fondazione di una comunità e visse nella stessa povertà della popolazione locale. Volendo padroneggiare meglio la lingua e la cultura araba, nel 1980 si trasferì a Roma per studiare scienze arabe e islamiche classiche per due anni. Rientrata ad Algeri, si unì al Centro culturale diocesano "I Glicini", dove era alternativamente bibliotecaria e insegnante di arabo. Faceva anche parte di Ribat-el-Salam (Legame di pace), in cui incontrò i monaci di Tibhirine. Secondo la priora generale della sua congregazione, era alta, imponente e intellettualmente dotata, non facile nel temperamento, criticava l'autorità ed era piuttosto preoccupata; ma pochi mesi prima della sua morte si era manifestamente trasformata, come aveva scoperto un altro martire, il vescovo di Orano, Pierre Lucien Claverie: «perché quando si rischia la propria vita, si deve andare all'essenziale».
Il 10 novembre 1995, verso le 8:30 del mattino, andò con un'altra suora a partecipare alla messa, quando un terrorista uscì da un'auto e sparò. Suor Odette morì all'istante e la sua compagna fu gravemente ferita alla mascella e al volto.

## Il culto
Viene riconosciuta martire a gennaio 2018 da papa Francesco, poi proclamata beata durante la cerimonia di beatificazione l'8 dicembre 2018 in Algeria, a Orano, con il gruppo dei Martiri d'Algeria.
Una preghiera composta da suor Odette fu trovata su di lei subito dopo la sua morte: «Vivi questo giorno, Dio te lo dà, è tuo. Vivilo in lui. Il giorno di domani è di Dio, non ti appartiene. Non scaricare sul domani le preoccupazione di oggi. Il domani è di Dio, restituisciglielo. Il momento presente è una passerella fragile, se la carichi con i rimpianti di ieri, con la preoccupazione per il domani, la passerella cede e tu cadi. Il passato? Dio lo perdona. Il futuro? Dio lo dà. Vivi la giornata di oggi in comunione con lui».